# USA:s Grand Prix 1976
USA:s Grand Prix 1976 eller USA:s Grand Prix East 1976 var det femtonde av 16 lopp ingående i formel 1-VM 1976. 

## Resultat
1. James Hunt, McLaren-Ford, 9 poäng
2. Jody Scheckter, Tyrrell-Ford, 6
3. Niki Lauda, Ferrari, 4
4. Jochen Mass, McLaren-Ford, 3
5. Hans-Joachim Stuck, March-Ford, 2
6. John Watson, Penske-Ford, 1
7. Clay Regazzoni, Ferrari
8. Alan Jones, Surtees-Ford
9. Emerson Fittipaldi, Fittipaldi-Ford
10. Jean-Pierre Jarier, Shadow-Ford
11. Brett Lunger, Surtees-Ford
12. Alex Ribeiro, Hesketh-Ford
13. Harald Ertl, Hesketh-Ford
14. Warwick Brown, Wolf-Williams-Ford

### Förare som bröt loppet
- Henri Pescarolo, BS Fabrications (Surtees-Ford) (varv 48, för få varv)
- Tom Pryce, Shadow-Ford (45, motor)
- Vittorio Brambilla, March-Ford (34, däck)
- Jacques Laffite, Ligier-Matra (34, däck)
- Carlos Pace, Brabham-Alfa Romeo (31, kollision)
- Larry Perkins, Brabham-Alfa Romeo (30, upphängning)
- Mario Andretti, Lotus-Ford (23, upphängning)
- Jacky Ickx, Ensign-Ford (14, olycka)
- Gunnar Nilsson, Lotus-Ford (13, motor)
- Ronnie Peterson, March-Ford (12, upphängning)
- Arturo Merzario Wolf-Williams-Ford (9, olycka)
- Patrick Depailler, Tyrrell-Ford (7, bränslerör)

### Förare som ej kvalificerade sig
- Otto Stuppacher, OASC Racing Team (Tyrrell-Ford)